# Tombān
Tombān (persiska: تنبان, تمبان, Tonbān) är en ort i Iran.   Den ligger i provinsen Hormozgan, i den södra delen av landet, 1 100 km söder om huvudstaden Teheran. Tombān ligger 9 meter över havet och antalet invånare är 941.
Terrängen runt Tombān är platt. En vik av havet är nära Tombān söderut. Runt Tombān är det ganska tätbefolkat, med 60 invånare per kvadratkilometer. Närmaste större samhälle är Sooza, 19,6 km öster om Tombān. Trakten runt Tombān är ofruktbar med lite eller ingen växtlighet.